# Amiota apodemata
Amiota apodemata este o specie de muște din genul Amiota, familia Drosophilidae, descrisă de Gupta și Panigrahy în anul 1987. Conform Catalogue of Life specia Amiota apodemata nu are subspecii cunoscute.